# La Chapelle-du-Bourgay
La Chapelle-du-Bourgay este o comună în departamentul Seine-Maritime, Franța. În 1 ianuarie 2022 avea o populație de 109 de locuitori.

## Comune vecine
|             | Le Bois-Robert | Saint-Germain-d'Étables |
| La Chaussée |                | Torcy-le-Petit          |
|             | Sainte-Foy     |                         |